# 摩希刹

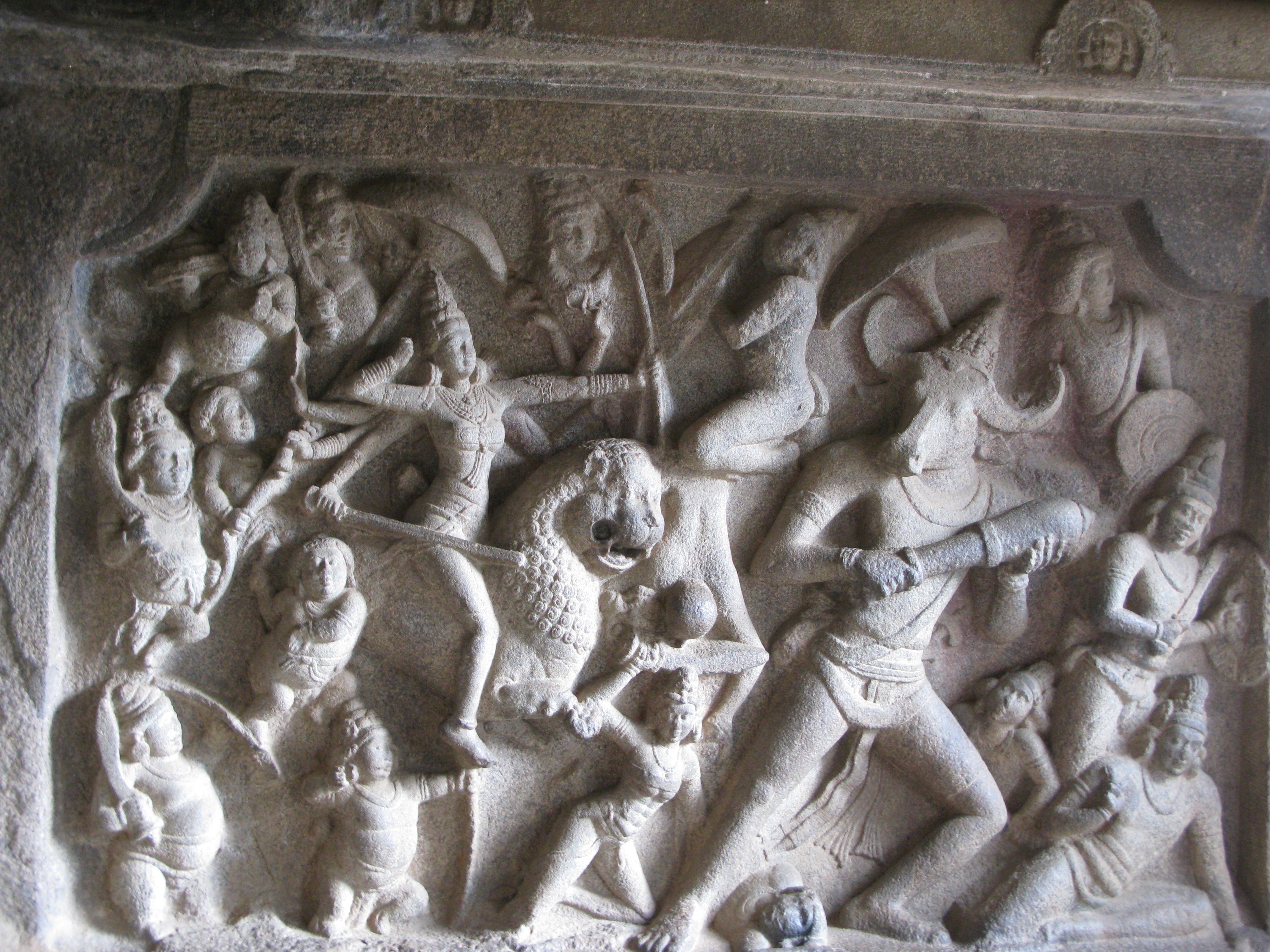
杜爾伽殺死摩希刹

摩希刹（Mahisha）又稱摩希刹修羅（Mahishasura），是印度教神話的牛魔王，阿修羅神族之一。

## 概要
摩希刹打敗眾神之首因陀羅（帝釋天），放逐眾神，征服天界。失敗的眾神聚集在山上，以神聖能量結合成女神杜爾迦。新生的杜爾伽騎著獅子與摩希刹作戰，並殺死了他。摩希刹的活躍記載在「女神頌」中，8世紀以降，其形象由水牛轉變為人型。

## 脚注
1. ↑  宮坂宥峻「降三世品の思想背景について」67(0)、『智山学報』2018年、p.6より